# Meisterstück Vol. 2 – Rock ’n’ Roll
Meisterstück Vol. 2 – Rock ’n’ Roll ist nach 7 Jahren das zweite Soloalbum des Rappers Mach One. Es wurde am 31. August 2012 über das Hip-Hop-Label Adrenalin Musik veröffentlicht. Das Album ist der zweite Teil einer angekündigten Trilogie. Der erste Teil Das Meisterstück Vol. 1 – Guter Rap gedeiht im Dreck wurde im Jahr 2005 veröffentlicht.

## Titel
Der Untertitel „Rock ’n’ Roll“ beschreibt einerseits den Lifestyle von Mach One, andererseits soll das Album sich etwas vom Rap wegbewegen.

## Gastbeiträge
Auf Meisterstück Vol. 2 - Rock ’n' Roll ist lediglich ein Gastbeitrag vorhanden und zwar von dem deutschen Rapper Taktloss auf dem Titel Legendär. Mach One hatte auf die Bitten der Fans, ein reines Soloalbum zu machen, geachtet. Jedoch wollte er später nur den Rapper Taktloss auf seinem Album.

## Titelliste
| #  | Titel                  | Gastbeiträge | Länge |
| -- | ---------------------- | ------------ | ----- |
| 1  | Schweinegrippe         |              | 3:31  |
| 2  | Intro                  |              | 0:53  |
| 3  | Alles Stimmt           |              | 3:03  |
| 4  | Lemminge               |              | 3:22  |
| 5  | Junkytown              |              | 3:40  |
| 6  | Hier steh ich nun      |              | 3:02  |
| 7  | Dr. M                  |              | 3:40  |
| 8  | Selbstzerstörungsmodus |              | 2:35  |
| 9  | Topfpflanze            |              | 3:47  |
| 10 | Sperrt mich ein 2      |              | 3:20  |
| 11 | Legendär               | Taktlo$$     | 3:40  |
| 12 | Brauch ich Das         |              | 2:26  |
| 13 | Wir Brüder             |              | 2:32  |
| 14 | Auch schöne Frauen     |              | 0:21  |
| 15 | Melanie                |              | 3:26  |
| 16 | Dis is der Lifestyle   |              | 3:34  |
| 17 | Nicht von Dieser Welt  |              | 3:30  |
| 18 | Topfpflanze Remix      |              | 9:41  |

## Stil
Laut rappers.in sind auf dem Album Storyteller, Underground- und elektronische Partytracks vertreten.

## Rezeption
- Dani Fromm von laut.de lobt den Künstler, indem er bemerkt, dass er seit langem „seine Rolle als der ewige Untergrund-Held“ hinter sich gelassen habe, und es ihm zu gönnen sei, dass „die Fans ihm … auch die Verkaufszahlen vergolden“ sollten.[2]
- Phil Weichert von rap.de vergibt 8 von 10 Sternen und hält es für geglückt, dass Mach One seine Titel „zu aggressiven bzw. fast schon depressiven Tracks“ gesteigert habe.[6]
- Philipp von rappers.in glaubt, dass Mach One mit dem Album kaum „neue Fans“ hinzugewinnen, aber auch „keine alteingesessenen Anhänger“ frustieren werde. Er hebt hervor, dass es „vielseitig“ und die „Palette an Stilen und Variationen“ umfangreich sei.[5]
- Tim Herr von MZEE.com spricht seine persönliche Empfehlung für das Album in einem Artikel aus und hebt besonders „die musikalische Vielfalt der LP“ sowie den „Abwechslungsreichtum“ hervor.[7]